# Цементація гірських порід
Цементація гірських порід (рос. цементация горных пород; англ. ground cementation, cementation of rocks; нім. Zementieren n des Gebirges) — спосіб штучного закріплення гірських порід та підвищення їх водогазонепроникності шляхом нагнітання в них цементного розчину через свердловини.
Gebirges — спосіб штучного закріплення гірських порід, підвищення їх монолітності. Виконується шляхом заповнення тріщин, пор і пустот в гірських породах цементними розчинами, що нагнітаються через свердловини під тиском (до 5 МПа і вище). Розчин витісняє воду, заповнює тріщини та пустоти гірських породах і затвердіває в них. Ц. додає г.п. міцності, стійкості, щільності і газонепроникності. Застосовується Ц. в скельних крупно-, середньо- і дрібнотріщинних, великоуламкових, гравійно-галькових г.п.
Вперше застосована в Німеччині в кінці ХІХ ст. при проходженні шахтних стовбурів. Для Ц. застосовують цементи тонкого помелу (<0,233 мм; клас <0,093 мм — не менше 85%). Як пластифікаційні добавки застосовується сульфіт-спиртова барда (0,1-0,2% маси цементу). Добавки-прискорювачі тверднення цементних розчинів — хлористий кальцій, хлористий натрій, нітрат кальцію, поташ, сірчанокислий глинозем, хлорне залізо і інш. Добавки-уповільнювачі схоплювання — борна і виннокам'яна к-ти, гіпан, сульфіт-спиртова барда, сірчанокисле залізо і інш. При Ц. солянокислих порід розчини цементів готують на розсолах цих солей. Найміцніші розчини — з сульфато-стійкого портландцементу, магнезійного цементу і розсолів хлористого натрію.